# CL (가수)
CL(본명: 이채린, 1991년 2월 26일~)은 대한민국의 래퍼이다. 걸 그룹 2NE1의 리더였다. 대표곡으로는 "나쁜 기집애", "멘붕", "hello bitches" 등이 있다.

## 생애
서울에서 두 자매 중 첫째로 태어나 물리학자인 아버지(서강대학교 물리학과 이기진 교수)를 따라 2세 때부터 초등학교 2학년까지 일본에서 7년 등 여러 나라에서 생활하였다. 어릴 때부터 하고 싶은 것을 할 수 있게 하는 자유 분방한 가족 분위기에서 자랐다. 태양열을 연구하는 물리학자였던 할아버지에게 공구 다루는 법을 배우기도 하고 중학교 때는 재즈 댄스도 배웠다고 한다.
2006년 데모를 만들어 YG엔터테인먼트 사옥 앞에서 무작정 기다리다가 문을 나서는 양현석의 손에 비욘세의 노래를 부르는 영상을 담은 CD를 쥐어주며 "꼭 들어봐야 한다"라고 말했다. 그날 바로 저녁에 합격통보받고 YG엔터테인먼트의 연습생이 되었다. 2007년에는 YG엔터테인먼트 소속 가수들과 함께 《SBS 가요대전》의 무대에서 자작랩을 불렀고, 이는 최초의 공중파 방송 출연이었다. 그리고 2년 후인 2009년, 2NE1의 리더로 데뷔한다.

## 2NE1 활동

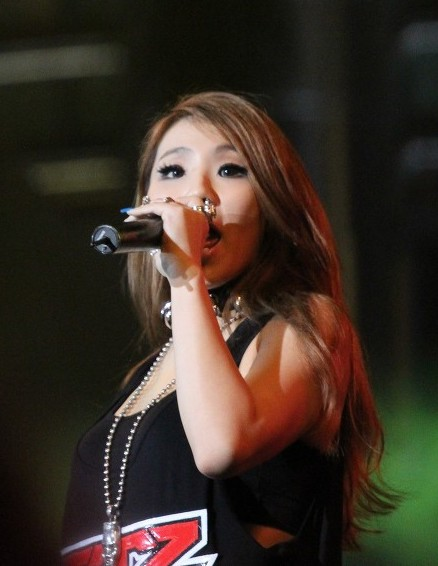
2013년 2NE1 활동 중 행사 공연 중인 씨엘.

2009년 3월 27일 같은 소속사 그룹인 빅뱅과 함께한 디지털 싱글 "Lollipop"으로 데뷔하였고, 그해 5월 6일 두 번째 디지털 싱글 "Fire"로 정식 데뷔했다.
2NE1의 2집 CRUSH (2NE1의 음반)의 수록곡들 중 "CRUSH", "살아 봤으면 해", "멘붕", "Scream", "Baby I Miss You" 5곡의 작사, 작곡에 참여했다. 이중 "살아 봤으면 해", "Baby I Miss You" 와 "CRUSH"는 씨엘의 자작곡이었다.
2016년 11월 26일, 2NE1이 해체하면서 솔로가수로 전향했다.

## 솔로 활동

### 2009 ~ 2014: 초기 솔로 활동
2013년 5월 28일에는 첫 솔로 앨범인 《나쁜기집애》를 공개했고, 2014년 2월 27일 2NE1 두번째 정규 앨범 CRUSH에 수록곡으로 두번째 솔로곡 멘붕(MTBD)이 수록되었다. 2014년 말에는 미국의 유명 매니저 스쿠터 브라운과 계약하면서 미국 진출 계획을 발표했다.얼마 뒤 씨엘은 미국진출을 위해 YG엔터테인먼트와 재계약을 1년 앞당겼고, 북미음반 작업에 돌입했다.

### 2015 ~ 현재: 미국진출
2015년 11월 9일 소속사 YG엔터테인먼트는 티저 이미지를 공개한다. 공개된 티저 이미지 속에는 숫자 21이 반복돼 2NE1의 앨범 발매가 아니냐는 추측이 나왔는데, 씨엘의 미국 데뷔앨범 수록곡 "Hello Bitches" 선공개로 밝혀졌다. 2015년 11월 21일 YG엔터테인먼트는 공식 블로그를 통해 "Hello Bitches"를 공개했다. 2NE1과 CL 개인의 공식 유튜브 채널에서는 유명 안무가 패리스 고블과 함께 작업한 안무영상을 업로드 했고, 사운드 클라우드를 통해 곡을 무료로 배포했다. 이 곡은 홍보를 목적으로 하여 처음에는 아이튠즈를 제외하고는 음원사이트에는 공개하지 않았다. YG엔터테인먼트는 2015 MAMA(2015 마마, 2015 Mnet Asian Music Awards)에서 "Hello Bitches"의 첫 무대를 가질 것이라는 공식 입장을 내놓고, 씨엘은 마마에서 단독 무대를 가졌다. MAMA 시상식에서의 무대가 주목을 받아서인지 2015년 12월 5일 정오 YG엔터테인먼트는 별다른 홍보도 없이 국내 음원사이트에 "Hello Bitches"를 공개했다. 씨엘은 "Hello Bitches"로 글로벌 음악 스트리밍 사이트 '스포티파이' VIRAL50 순위권에서 1위, 여러 해외 언론에서 주목해야할 아티스트에 선정되는 등 미국진출에 대한 많은 기대를 모으고 있다.
2016년 8월, YG엔터테인먼트는 씨엘의 새 싱글 <LIFTED>의 발매소식을 알린다. 8월 19일날 뮤직비디오와 함께 발매된 <LIFTED>는 북미 발매로는 씨엘의 첫 싱글이다. <LIFTED>는 발매 직후 아이튠즈 9개국 톱10에 랭크, 미국 아이튠즈 힙합차트에서 12위, 빌보드 소셜차트 17위, 그리고 하루만에 유튜브 조회수 200만을 기록하는 등의 성적을 보여주었다. 이에 대해 미국 타임워너 계열 유명 대중매체 전문지인 ‘엔터테인먼트 위클리'는 씨엘의 미국데뷔는 A등급이라고 평가하며 호평했다. 이후 9월 16일에는 미국 CBS 방송사의 인기 심야 토크쇼 The <Late Late Show with James Corden>에 출연해 짧은 인터뷰 및 소개와 함께 <LIFTED>의 라이브 무대를 선보였다. 7일 뒤인 23일, 씨엘은 북미 투어 계획을 알린다. 씨엘의 첫 단독 콘서트인 투어 Hello Bitches Tour 2016는 2016년 10월 29일 뉴욕을 시작으로 미국과 캐나다 주요 9개 도시에서 열렸다. 2016년 10월 12일에는 빌보드 핫 100 차트에 94위로 진입함과 동시에 한국 솔로 여가수 중 최초로 이 차트에 올라 화재를 모았다.2016년 10월 31일, 첫 공연의 전좌석 매진을 기록하며 Hello Bitches Tour 2016를 성공적으로 출발했다.
2019년 11월 8일, YG엔터테인먼트와 전속계약을 종료했다. 이에 따라 2NE1 멤버들 중 YG엔터테인먼트에 남아있는 멤버는 박산다라가 유일하게 되었다.
2019년 12월 4일, YG엔터테인먼트와 결별한 지 1달이 되지 않아 곧바로 그동안 만들어두었던 미발표곡들을 3주에 걸쳐 공개하기 시작했고, 공개직후 아이튠스 9개국 차트 1위를 차지했다. 3주동안 공개된 총 6곡은 12월 17일 "사랑의 이름으로(In The Name Of Love)"EP 발매로 완성되었다. 앨범은 2NE1해체 직후부터 3년에 걸친 일기형식의 띄고 있어 곡마다 작업한 날짜들이 곡목에 기록되어 있는 것이 특징으로, 의미심장한 가사와 곡과 함께 공개된 리릭 비디오 형식의 뮤직비디오가 눈길을 끌었다.

## 발매 앨범
- 2019년 <사랑의 이름으로(In The Name Of Love)>
- 2021년 <ALPHA>

### 싱글
- 2009년 〈Please Don't Go〉 (with. 공민지)
- 2013년 〈나쁜 기집애〉
- 2015년 〈Hello Bitches〉
- 2016년 〈LIFTED〉
- 2020년 <HWA><5STAR>
- 2021년 <Wish You Were Here>

### 피처링
- 2008년 YMGA - 《What》 - What
- 2008년 엄정화 - 《D.I.S.C.O》 - DJ
- 2009년 G-Dragon - 《Heartbreaker》 - The Leaders
- 2009년 산다라박 - 《Kiss》 - Kiss
- 2014년 skrillex - 《Recess》 - Dirty Vibe
- 2015년 Diplo - 《Doctor Pepper》 - Doctor Pepper
- 2015년 PSY - 《칠집싸이다》 - Daddy
- 2017년 Lil Yachty - 《Teenage Emotions》 - Surrender

### OST
- 2017년 〈No Better Feelin'〉

### 뮤직 비디오
- 2NE1, 빅뱅 - Lollipop
- CL - 나쁜 기집애
- CL - Hello Bitches (Dance Practice Video)[깨진 링크(과거 내용 찾기)]
- CL - LIFTED[깨진 링크(과거 내용 찾기)]
- CL - +DONE161201+[깨진 링크(과거 내용 찾기)]
- CL - +처음으로170205+[깨진 링크(과거 내용 찾기)]
- CL - +안해180327+[깨진 링크(과거 내용 찾기)]
- CL - +투덜거려본다171115+[깨진 링크(과거 내용 찾기)]
- CL - +ONE AND ONLY180228+[깨진 링크(과거 내용 찾기)]
- CL - +소중한 추억190519+[깨진 링크(과거 내용 찾기)]

## 수상

### 시상식 수상 및 후보
| 년도 | 시상식                       | 시상 부문                      | 선정 작품     | 결과 |
| ---- | ---------------------------- | ------------------------------ | ------------- | ---- |
| 2013 | Mnet 20's Choice             | 20's 스타일                    | 본인          | 수상 |
| 2013 | 엠넷 아시안 뮤직 어워드      | 베스트 댄스 퍼포먼스 여자 솔로 | "나쁜 기집애" | 수상 |
| 2013 | 엠넷 아시안 뮤직 어워드      | 올해의 노래상                  | "나쁜 기집애" | 후보 |
| 2013 | MYX Philippines              | Hottest Female Star of 2013    | 본인          | 수상 |
| 2013 | SBS MTV Best of the Best     | 솔로 여자 가수                 | 본인          | 후보 |
| 2014 | 하이원 서울가요대상          | 본상                           | "나쁜 기집애" | 후보 |
| 2014 | 하이원 서울가요대상          | 인기상                         | "나쁜 기집애" | 후보 |
| 2014 | 인위에타이 V차트 시상식      | 탑 여자 아티스트 (한국)        | 본인          | 수상 |
| 2014 | 스타일 아이콘 어워드         | Top 10 Style Icons             | 본인          | 후보 |
| 2019 | 45회 피플스 초이스 어워즈    | The Most Inspiring Asian Woman | 본인          | 수상 |
| 2021 | 제6회 아시아 아티스트 어워즈 | RET 인기상                     | 본인          | 수상 |

### 가요 프로그램 1위
| 연도            | 수상 내역 (총 1회)                                    |
| --------------- | ----------------------------------------------------- |
| 2013년 (총 1회) | - 나쁜 기집애 (총 1회) - 6월 9일 SBS 《인기가요》 1위 |

## 같이 보기
- 2NE1
- YG 엔터테인먼트